# Joachim Greff
Joachim Greff (* um 1510 in Zwickau; † 11. November ? 1552 in Roßlau) war ein deutscher Pädagoge, lutherischer Theologe und Reformationsdramatiker.

## Leben
Greff studierte 1529 an der Universität Wittenberg evangelische Theologie und begab sich im Anschluss in den Schuldienst. So wirkte er in Halle (Saale), ab 1534 in Magdeburg, dann in Dessau und ab 1550 war er als Pfarrer in Roßlau tätig. Greff wurde von Martin Luther dazu ermutigt sich mit Dramen zu beschäftigen und war während seiner Schaffenszeit von neulateinischen Poeten beeinflusst.
So übersetzte er 1535 die Aulularia des Plautus, überarbeitete 1540 Erzählungen von Abraham und 1534 von Jakob, die in Magdeburg auf dem Schützenhof, unter seiner Teilnahme aufgeführt wurden. In seinen Überarbeitungen 1534 zu Susanna und 1536 zu Judith, lässt sich eine geruhsame Glaubensstimmung erkennen, die auf die Bürger Mitteldeutschlands wirkte und dazu anregte ihre Umwelt in der konfessionellen Auseinandersetzung zu prägen. Somit propagierte er die neue evangelische Lehre in Schuldramen.
Im Streit um eine Theateraufführung verwickelte er sich in eine Auseinandersetzung mit den anhaltischen Theologen und erhielt in diesem Streit Unterstützung von Philipp Melanchthon und Georg Major, die dazu ihr Gutachten abgaben. Seine moralisch und religiös belehrenden Stücke, stellten biblische Themen im damals aktuellen Kontext dar, verzichteten auf inszenatorischen Prunk und konzentrieren sich auf die Aussage des Geschehens. So ist Greff maßgeblich an der Herausbildung des sächsischen Reformationsdramas beteiligt gewesen.

## Werkauswahl
- Mundus, ein schön newes kurtzes Spiel von der Welt Art und Natur. Wittenberg 1537
- Das Leiden und Auferstehung unseres Herrn Jesus Deutsch Reim verfasset. 1538
- Vermahnung an gantze Deudsche Nation, wieder den türkischen Tyrannen Wittenberg 1541
- Tragedia des Buchs Judith inn Deudsche Reim. Wittenberg 1536 (Digitalisat)